# 清水山过路黄
清水山过路黄（学名：Lysimachia chingshuiensis）为报春花科珍珠菜属下的一个种。

## 扩展阅读
- 維基物種上的相關：清水山过路黄